# Pot pie
La pot pie (anche riportato con la grafia potpie) o chicken pot pie è un pasticcio di pollo e verdure britannico e statunitense interamente rivestito da uno strato di pasta salata. Del piatto esistono molte varianti con manzo o altri tipi di carne, verdure a piacere, e altri ingredienti.

## Storia

### Antecedenti
Secondo le testimonianze di storici e archeologi, la pot pie avrebbe avuto i suoi antecedenti durante il Neolitico, intorno al 9500 a.C., e durante l'antica Grecia, quando venivano preparati i cosiddetti artocreas: dei gusci di pasta di farina e olio farciti con vari ingredienti poi tramandati ai Romani, che li servivano ripieni di carni varie, ostriche, cozze, lamprede e pesci durante i banchetti. La tradizione di cucinare dei pasticci di carne si diffuse successivamente in Europa durante le crociate.

### Età moderna
Durante il XVI secolo, la nobiltà inglese rese le pot pie a base di maiale, agnello, uccelli e selvaggina una tradizione in tutto il Regno. Un commentatore dell'epoca britannico specializzato in gastronomia descrive delle torte di carne che "cuociono in sfoglie di piccole dimensioni" e di un "prelibato pasticcio di cervo che sarebbe altrimenti difficile da trovare in qualunque altro regno". Durante il regno di Elisabetta I, i cuochi inglesi preparavano le pot pie con i chicken peepers, ovvero dei pulcini ripieni di uva spina. Dopo aver guadagnato una certa notorietà in Europa, le pot pie divennero un piatto tipico degli USA quando i coloni britannici approdarono nel Nord America.

## Ingredienti

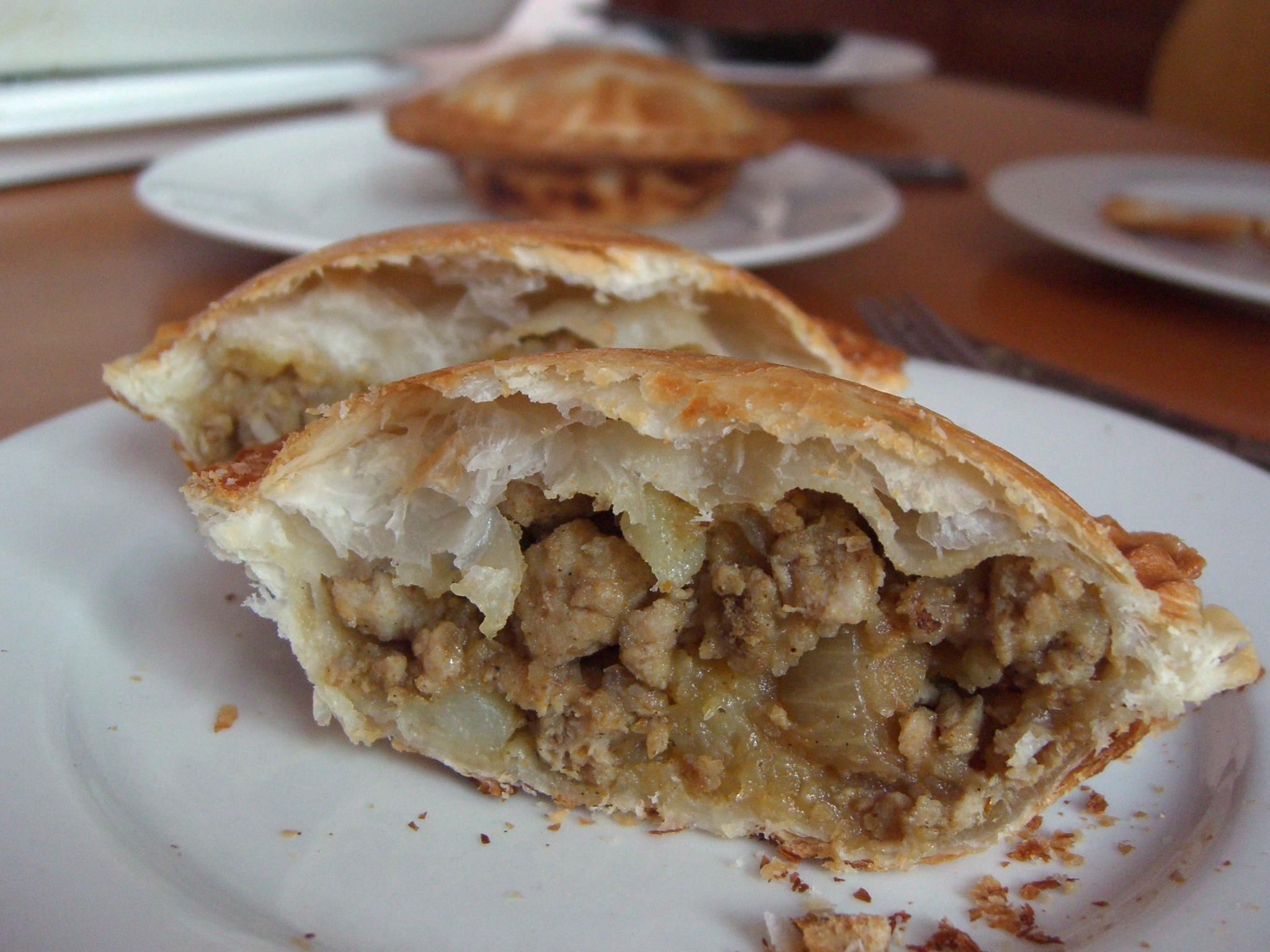
Interno di una pot pie

La pot pie è solitamente composta da pasta sfoglia o brisè ed è ripiena di pollo a cubetti, carote, sedano, cipolla, piselli, brodo di pollo addensato con latte e farina e altre verdure o ingredienti a piacere. Qualora la pot pie venisse preparata usando la carne di manzo, il pasticcio può contenere patate a cubetti e brodo di manzo al posto di quello di pollo. Il rivestimento è un semplice impasto a base di farina e olio o burro, ma può anche essere usato un impasto per preparare i biscotti.

## Preparazione
Far appassire della cipolla tritata in una casseruola con dell'olio e unire funghi, patate, carote e piselli. Stufare per qualche minuto e aggiungere la carne di pollo tagliata a cubetti, il burro e il brodo. Dopo alcuni minuti, unire panna, sale e pepe e, dopo qualche minuto, spegnere il fuoco. Imburrare e infarinare una pirofila dal bordo alto, rivestirla di pasta sfoglia e versarvi il composto di carne e verdure. Chiudere la torta salata con un altro disco di pasta sfoglia facendo una piccola incisione al centro di esso. Spennellare con un uovo sbattuto e infornare.
Gli avanzi della pot pie possono essere conservati nel congelatore.

## Alimenti simili
Esistono molti piatti simili alla pot pie fra cui la plăcintă dell'Est europeo, la pork pie, la tourtière e le fata'ir.
Nelle aree occupate dai Pennsylvania Dutch degli USA viene preparata una zuppa, chiamata bott boi (o bottboi ) dai parlanti di lingua tedesca della Pennsylvania che contiene gli stessi ingredienti per fare la pot pie di pollo e gnocchi di patate sottili e quadrati.